# Katarzyna Broniatowska
Katarzyna Broniatowska (* 22. Februar 1990) ist eine polnische Mittelstreckenläuferin, die sich auf die 1500-Meter-Distanz spezialisiert hat.

## Sportliche Laufbahn
2008 bestritt Katarzyna Broniatowska ihr erstes Rennen bei einer internationalen Großveranstaltung, den Juniorenweltmeisterschaften in Bydgoszcz. Über 1500 Meter schied sie dabei in der Vorrunde aus. 2009 belegte sie bei den Junioreneuropameisterschaften im serbischen Novi Sad den elften Platz. 2011 gewann sie bei den U23-Europameisterschaften in Ostrava die Bronzemedaille über 1500 Meter und belegte über 800 Meter im Finale den sechsten Platz. Bei den Weltstudentenspielen im selben Jahr belegte sie über ihre Spezialdisziplin den elften Platz. 2013 gewann sie bei den Halleneuropameisterschaften die Bronzemedaille. Bei der Universiade im russischen Kasan belegte sie den siebten Platz sowie den fünften Platz mit der polnischen 4-mal-400-Stafette. Bei den Spielen der Frankophonie belegte sie Platz fünf. 2014 schied sie bei den Hallenweltmeisterschaften in Polen bereits in der Vorrunde aus. 2015 verpasste sie bei den Halleneuropameisterschaften in Prag die Bronzemedaille als Vierte um knapp eine Sekunde. Bei den Halleneuropameisterschaften in Belgrad 2017 schied sie über 1500 Meter in der Qualifikationsrunde aus.

## Persönliche Bestzeiten

### Freiluft
- 800 m: 2:02,84 min, 8. Juni 2013 in Bydgoszcz
- 1500 m: 4:08,79 min, 7. Juni 2014 in Stettin
- 3000 m: 9:09,54 min, 10. September 2011 in Krakau

### Halle
- 800 m: 2:03,29 min, 22. Februar 2014 in Sopot
- 1500 m: 4:09,01 min, 15. Februar 2014 in Birmingham
- 3000 m: 9:02,19 min, 19. Februar 2017 in Toruń